# Ametallon anticlypeus
Ametallon anticlypeus är en stekelart som beskrevs av Christer Hansson 2004. Ametallon anticlypeus ingår i släktet Ametallon och familjen finglanssteklar.
Artens utbredningsområde är Costa Rica. Inga underarter finns listade i Catalogue of Life.